# (13993) Clemenssimmer
(13993) Clemenssimmer est un astéroïde de la ceinture principale.

## Description
(13993) Clemenssimmer est un astéroïde de la ceinture principale. Il fut découvert le 17 mars 1993 à La Silla par le programme UESAC. Il présente une orbite caractérisée par un demi-grand axe de 2,34 UA, une excentricité de 0,05 et une inclinaison de 4,0° par rapport à l'écliptique.

## Compléments